# Estado quântico
Um estado quântico é qualquer estado possível em que um sistema possa se encontrar. Um estado quântico plenamente especificado pode ser descrito por um vetor de estado, por uma função de onda ou por um conjunto completo de números quânticos para um dado sistema. Vetores de estado quântico, na interpretação mais comum da mecânica quântica, não têm realidade física. O que tem significado físico são as probabilidades que podem ser calculadas a partir deles e não os vetores em si. Ao estado quântico de menor energia possível dá-se o nome de estado quântico fundamental.
Na física quântica, o estado quântico se refere ao estado de um sistema isolado. Um estado quântico fornece uma distribuição de probabilidade para o valor de cada observável, ou seja, para o resultado de cada medida possível no sistema. O conhecimento do estado quântico juntamente com as regras para a evolução do sistema no tempo esgota tudo o que se pode prever sobre o comportamento do sistema.
Uma superposição de estados quânticos é novamente um estado quântico, mas nem todos os conjuntos de estados quânticos podem ser chamados assim. Em experimentos com ensembles, as estatísticas dos resultados experimentais podem indicar um conjunto de estados puros ou conjunto misto.
Matematicamente, um estado quântico puro pode ser representado por um raio em um espaço de Hilbert sobre os números complexos. O raio é um conjunto de vetores diferentes de zero diferindo apenas por um fator escalar complexo; qualquer um deles pode ser escolhido como um vetor de estado para representar o raio e, portanto, o estado. Um vetor unitário é normalmente escolhido, mas seu fator de fase pode ser escolhido livremente de qualquer maneira. No entanto, esses fatores são importantes quando vetores de estado são adicionados para formar uma superposição.
O espaço de Hilbert é uma generalização do espaço euclidiano comum e contém todos os possíveis estados quânticos puros do sistema dado. Se este espaço de Hilbert, por escolha de representação (essencialmente uma escolha de base correspondente a um conjunto completo de observáveis), é exibido como um espaço de função (um espaço de Hilbert por direito próprio), então os representantes são conhecidos como funções de onda.
Por exemplo, quando se trata do espectro de energia do elétron em um átomo de hidrogênio, os vetores de estado relevantes são identificados pelo número quântico principal n, o número quântico do momento angular l, o número quântico magnético m, e o spin z. Um caso mais complicado é dado (na notação bra-ket) pela parte de spin de um vetor de estado:
{\displaystyle \left|\psi \right\rangle ={\frac {1}{\sqrt {2}}}{\bigg (}\left|\uparrow \downarrow \right\rangle -\left|\downarrow \uparrow \right\rangle {\bigg )},}
que evolve para a superposição dos estados de spin conjunto para duas partículas com spin 1⁄2.
Um estado quântico misto corresponde a uma mistura probabilística de estados puros; no entanto, diferentes distribuições de estados puros podem gerar estados mistos equivalentes (isto é, fisicamente indistinguíveis). Os estados mistos são descritos pelas chamadas matrizes de densidade. Um estado puro também pode ser reformulado como uma matriz de densidade; desta forma, os estados puros podem ser representados como um subconjunto dos estados mistos mais gerais.
Por exemplo, se o spin de um elétron é medido em qualquer direção, por exemplo com um experimento de Stern-Gerlach, há dois resultados possíveis: para cima ou para baixo. O espaço de Hilbert para o spin do elétron é, portanto, bidimensional. Um estado puro aqui é representado por um vetor complexo bidimensional {\displaystyle (\alpha ,\beta )}, com um comprimento de um; isto é, com
{\displaystyle |\alpha |^{2}+|\beta |^{2}=1,}
onde {\displaystyle |\alpha |} e {\displaystyle |\beta |} são valores absolutos {\displaystyle \alpha } e {\displaystyle \beta }. Um estado misto, neste caso, tem a estrutura de uma matriz {\displaystyle 2\times 2} isso é, hermitiano, positivo-definido, e tem o traço 1.
Antes que uma medição particular seja realizada em um sistema quântico, a teoria geralmente fornece apenas uma distribuição de probabilidade para o resultado, e a forma que essa distribuição assume é completamente determinada pelo estado quântico e pelo observável que descreve a medição. Essas distribuições de probabilidade surgem tanto para estados mistos quanto para estados puros: é impossível na mecânica quântica (ao contrário da mecânica clássica) preparar um estado no qual todas as propriedades do sistema sejam fixas e certas. Isso é exemplificado pelo princípio da incerteza e reflete uma diferença central entre a física clássica e a física quântica. Mesmo na teoria quântica, no entanto, para todo observável existem alguns estados que têm um valor exato e determinado para aquele observável.